# Marià Fortuny
Marià Fortuny vagy Mariano Fortuny (Reus, (Katalónia), 1839. június 11. – Róma, 1874. október 21.) spanyol festő.

## Életpályája
Tanulmányait a barcelonai akadémián kezdte meg, ahol Gavarni néhány litográfiája a természet tanulmányozására ösztönözte. Elnyerve egy utazási ösztöndíjat, 1856-ban Rómába ment. 1859–60-ban honfitársát, Prím tábornokot elkísérte a marokkói szultán elleni hadjáratba, amikor az itt töltött 5-6 hónap alatt alkalma nyílt a keleti mozgalmas, színpompás élettel megismerkedni. Visszatérve Rómába, egyes alakokat és zsánerjeleneteket kezdett festeni a keleti és római népéletből. Ugyanekkor látott hozzá a rézkarcoláshoz is. 1865-ben Madridba ment, ahol Velázquez, Ribera és Goya művészetének tanulmányozásával foglalkozott. Ezután egy ideig Párizsban tartózkodott, ahol Meissonier-val és Gérôme-mal került össze. Itt művészetének igen sok tisztelőt szerzett, hogy Goupil, párizsi műkereskedő elhalmozta megrendelésekkel, melyeket teljesítendő 1866-ban újból Rómába utazott. Innen küldte Párizsba képeit. Képeiért különösen az amerikaiak és a francia arisztokrácia fizetett magas árakat. Karcai is, melyeken Rembrandtot követte, igen keresettek voltak. 1870-ben állította ki Goupilnál La Vicaria c. festményét, mely egyszerre a legünnepeltebb festők egyikévé emelte. Másik híres műve a Modell (egy meztelen nőt műbarátok szemlélnek). Leghíresebb képei a rokokó színes világából: A metszetkedvelő, A régiségkereskedő, A könyvkedvelő.  Ezeken kívül megemlítendők: Imádkozó arab, Marokkói kígyóbűvölő, XVIII. századi farsangi jelenet, Éjjeli temetés, Az igazság kapuja az Alhambrában, Gounod Faustja stb. Vízfestményei közül kitűnnek a Marokkói szőnyegkereskedő és a Fecskekávéház címűek. Rézkarcai: A holt arab, A pásztorfiú, A szerenád, Az olvasó, A tamburinjátszó, Az invalid, Az anachoréta, A barátja holttesténél búsuló arabs stb., megkapó, zseniális művek, egészen Goya modorában. Utolsó művével, A Porticii parttal elhagyta a rokokó-festés terét és a természet egészen kendőzetlen, hű visszaadására törekedett. Befejezetlenül maradt a tetuáni ütközetet ábrázoló nagy festménye. Mesteriek tollrajzai és rézkarcai is.
Fortuny lendületes, szellemes rajzával és színeinek szemkápráztató elevenségével erős hatással volt a modern francia, olasz és spanyol festészetre, noha művei kissé felületeseknek tűnnek fel. Művészete kozmopolita jellegű, követői is spanyolok, olaszok, franciák voltak egyaránt. Egyike a legjelentékenyebb modern spanyol festőknek, aki Meissonier hideg művészetéből kiindulva, Goyától befolyásolva, festői felfogásával, izzó színeinek csillogásával a francia impresszionizmus kezdetére és az utána következő spanyol festészetre nagy hatással volt. Számos képe párizsi és amerikai magángyűjteményben és nyilvános múzeumban (New York, Metropolitan Museum, Baltimore, The Walters Gallery) található.